# Kaşıkçı, Derince
Kaşıkçı là một xã thuộc huyện Derince, tỉnh Kocaeli, Thổ Nhĩ Kỳ. Dân số thời điểm năm 2010 là 430 người.